# Bierdeckelgeschichte
Die Tiny Tale oder auch Bierdeckelgeschichte ist eine kürzeste Geschichte oder Erzählung, die aus nicht mehr als 140 Zeichen bestehen darf. Etabliert wurde sie in den 2010er Jahren von Florian Meimberg bei Twitter.

## Wirkung
Meimberg erhielt 2010 für sein Twitter-Account den Grimme Online Award. 2011 erschien mit Auf die Länge kommt es an: Tiny Tales. Sehr kurze Geschichten (ISBN 978-3-596-19237-3) eine erste Buchveröffentlichung mit Texten der Gattung. Im Radio wurden Tiny Tales von Anke Engelke kommentiert, BambergLiest installierte im Internet einen Literaturwettbewerb, dessen Sieger von einer Fachjury und Internetusern bestimmt wurden. Zu der Jury des Wettbewerbs, der zweimal ausgetragen wurde und der in die Veröffentlichung von ausgewählten Geschichten auf Bierdeckeln sowie einer Anthologie münden sollte, gehörte auch Meimberg selbst. Teilnehmer waren neben noch unbekannten Verfassern auch bereits etabliertere Autoren aus der Poetry-Slam-Szene und anderen Bereichen.
2024 erschien unter dem Titel Es waren um die Hundertvierzig (ISBN 979-8-320-80739-3) eine Anthologie von Minigeschichten und Aphorismen im Bierdeckel-Layout – inkl. seiner Texte aus den Wettbewerben – von Wettbewerbsteilnehmer und -sieger Jörg Weese mit einem Vorwort von Florian Meimberg.